# Sarah Lucasová
Sarah Lucasová (nepřechýleně Sarah Lucas; * 23. října 1962 Holloway, Londýn) je anglická výtvarnice, věnující se několika uměleckým oborům. Vytváří fotografie, sochy a instalace, v nichž často používá sexuální symboliku a humor, aby zpochybnila konvence a upozornila na absurditu všedního dne. Je známá svými autoportréty a svou stylizací do maskulinních póz se snaží o narušování genderových stereotypů. Řadí se do skupiny Mladých britských umělců (Young British Artist, YBA), kteří koncem osmdesátých let provokovali svou tvorbou, názory a divokým životním stylem. Jedno z jejích nejslavnějších děl, Dvě smažená vejce a kebab (Two Fried Eggs and a Kebab), patří k ikonickým pracím skupiny YBA.

## Život
Sarah Lucasová se narodila v londýnské čtvrti Holloway v roce 1962 v dělnické rodině jako třetí ze čtyř dětí. V 16 letech ukončila školu, podstoupila potrat, cestovala po Evropě. Živila se příležitostnými pracemi a přemýšlela o svém dalším uplatnění. V roce 1982 se přihlásila ke studiu umění na  Working Men's College a o rok později přešla na London College of Printing. Pomocí grantů mohla pokračovat v dalším studiu. V letech 1984–1987 studovala výtvarné umění na Goldsmiths College, kde se stala součástí uměleckého hnutí Mladých britských umělců. Blízké přátelství udržovala dlouhá léta především s Damienem Hirstem a Angusem Fairhurstem.
V roce 1993 si se spolužačkou a přítelkyní Tracey Eminovou založily obchod na Bethnal Green Road, v němž prodávaly svá díla včetně triček přes popelníky, přívěsky na klíče, erotické hračky z papírové hmoty až po šaty. Společně ho provozovaly asi 6 měsíců. Poté se vrátila k volné tvorbě, především fotografii a sochařství. Postupně se prosadila na trhu s uměním, přesto jeden den v týdnu pracovala ve slavném baru Colony Rooms v londýnské čtvrti Soho.
Od roku 2000 žije se svým partnerem, skladatelem a umělcem Julianem Simmonsem v Suffolku poblíž Aldeburghu, v domě, který patřil  skladateli Benjaminu Brittenovi. Nemá asistenty, kteří by jí pomáhali při realizaci jejích nápadů, nikdy neměla studio a raději pracuje z domova s dostupnými materiály.

## Dílo

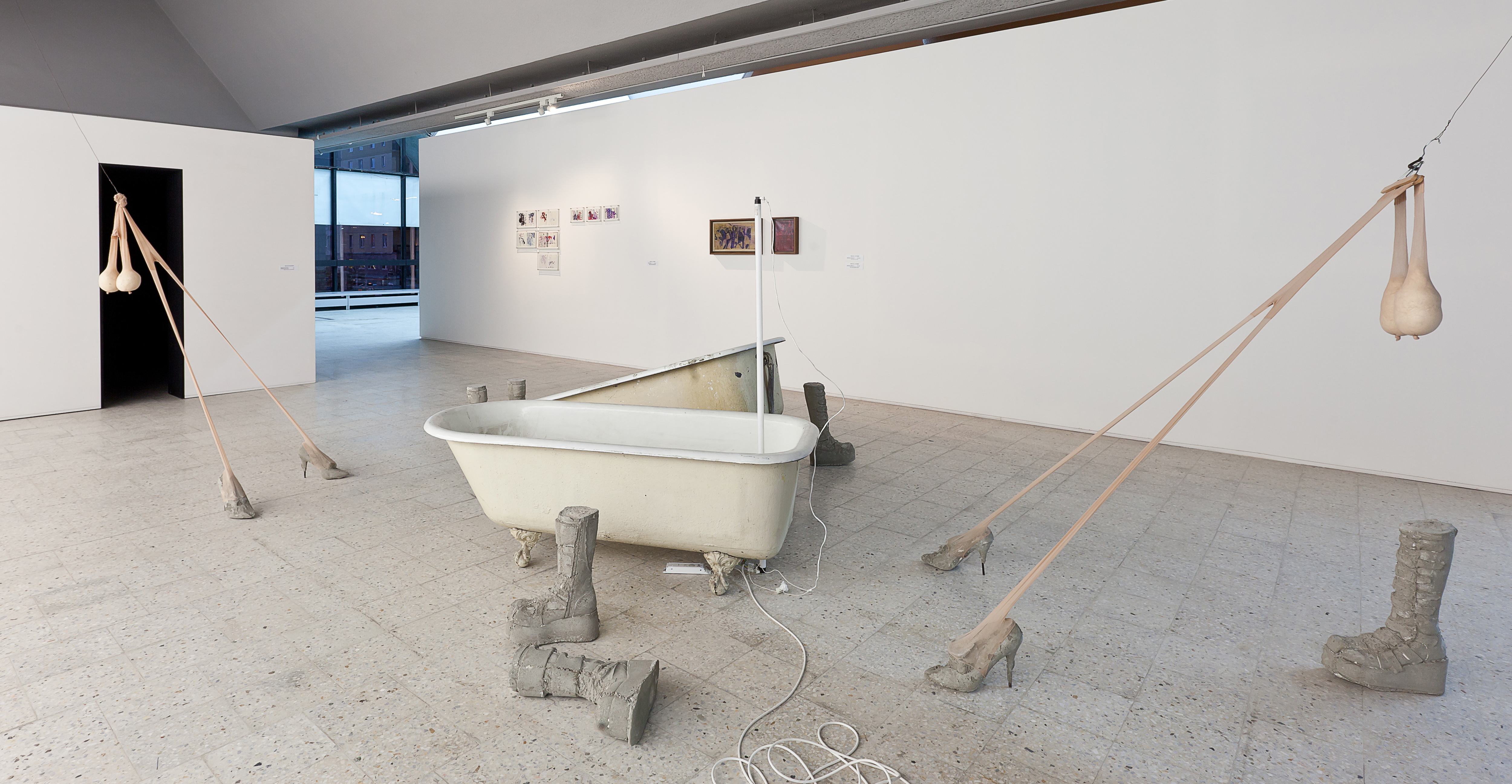
Sarah Lucasová: Římané (instalace 2011)

Inspirována feministickou spisovatelkou Andreou Dworkinovou se po promoci zaměřila ve své tvorbě na problematiku vztahů muže a ženy, zpochybňující sexuální stereotypy a konvenční morálku. Začala používat různé předměty na zobrazení částí lidského těla, obvykle se sexuálním podtextem (židle, matrace, kbelík, meloun, okurka, pomeranče, banán). Během své kariéry pokračovala ve využívání nalezených starých objektů či běžných předmětů (včetně například čerstvě vyrobených sázených vajec) k tvorbě, v níž uplatnila humor, vizuální hříčky a metafory sexu, smrti a genderu. Stejný princip je rozšířen i na její instalace, včetně Au Naturel (1994), kde dva melouny a vědro vedle dvou pomerančů a okurky na staré matraci představují heterosexuální pár v posteli. Své tělo využívala jako objekt i subjekt, v letech 1990–1998 vytvořila sérii fotografických autoportrétů (například Jíst banán, Lidská toaleta, Autoportrét se sázenými vejci, Autoportrét s lebkou, Božská). V některých z nich se objevila ve svých typických džínsech, v tričku a martenskách, shrbená na židli s cigaretou v ústech a drsným výrazem ve tváři. Téma kouření, cigaret nebo automobilů používá s humornou nadsázkou k napodobování ženské podoby a ženské sexuality místo mužské anatomie a vyzývá diváky k přehodnocení způsobu, jakým jsou ženy prezentovány nejen v umění, ale i v mainstreamových médiích (This Jaguar's Going to Heaven z roku  2018, vyhořelé auto, rozlomené na dvě části a pokryté cigaretami).

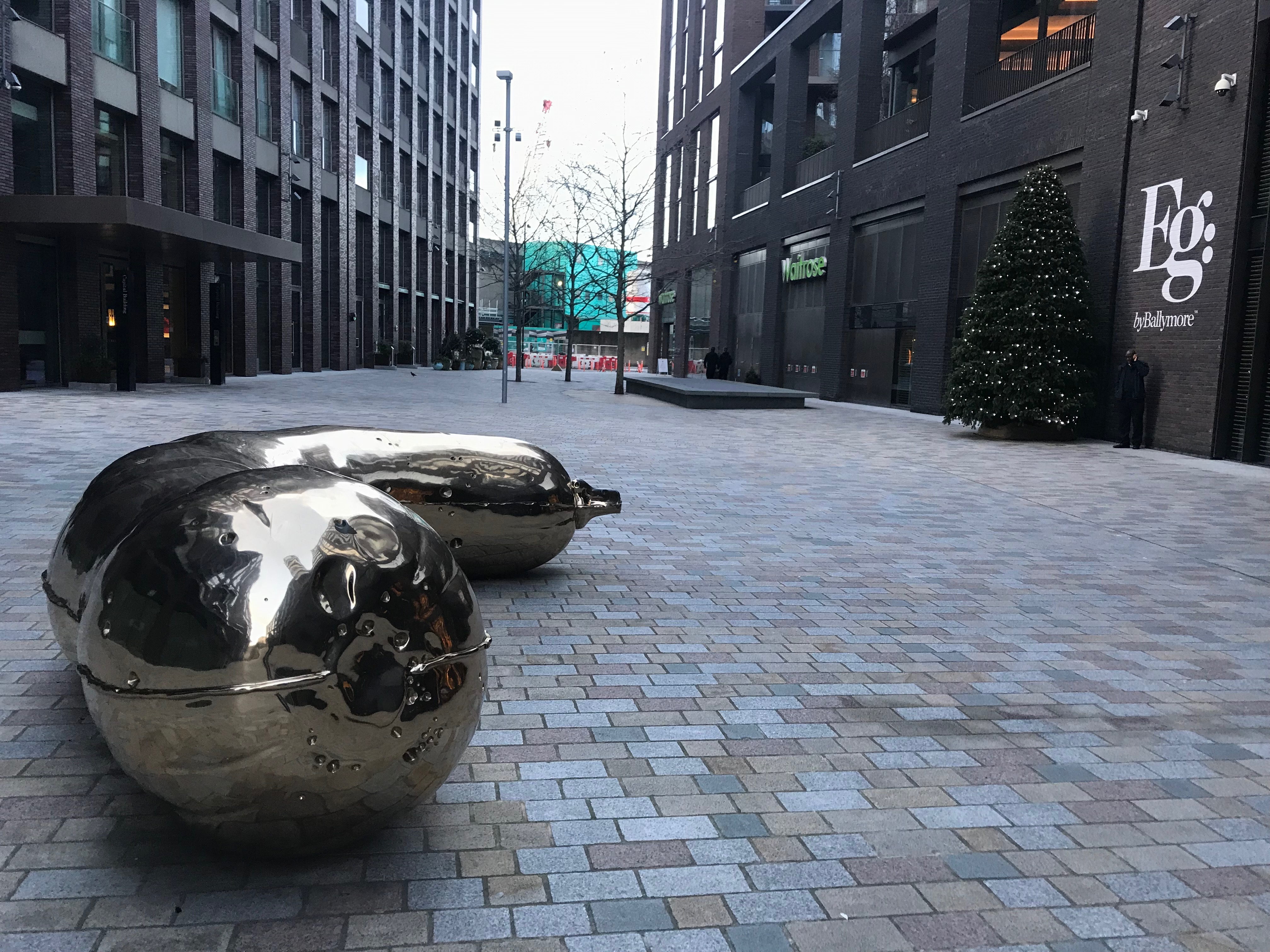
Sarah Lucasová: Florian (socha na Nine Elms, Londýn)

Koncem 90. let 20. století začala vyrábět sochy z vycpaných punčochových kalhot a drátu (série Bunny – Zajíčci, Nud). Některé kombinuje s předměty a materiály běžné denní potřeby (Bike 2011, DICK 'EAD 2018, COOL CHICK BABY 2020). Vyrábí také lité betonové, plastové a bronzové sochy velkých rozměrů (Florian a Kevin). Zobrazuje podobné postavy, které v sobě zahrnují mužské i ženské prvky, zpochybňují genderové stereotypy a vtipně si pohrávají s konvencemi zobrazování.
V roce 1996 o ní byl natočen dokument BBC Dva melouny a zapáchající ryba (Two Melons and a Stinking Fish), který  po dobu čtyř měsíců sledoval vznik jejích vtipných a provokativních soch.

## Výstavy (výběr)
V roce 1988 se zúčastnila skupinové výstavy Freeze, památné přehlídky mladých britských umělců, společně se spolužáky z Goldsmiths College of Art Damienem Hirstem, Angusem Fairhurstem a Gary Humem. Jako jediné se jí údajně nepodařilo prodat žádné dílo. Zúčastnila se kontroverzní výstavy Sensation ze sbírky Charlese Saatchiho v Královské akademii v roce 1997. V roce 1992 měla v Londýně dvě první samostatné výstavy The Whole Joke a Penis Nailed to a Board. Její první výstava v New Yorku se konala v roce 1995. V následujících letech její práce vystavovala řada muzeí a galerií v New Yorku, Los Angeles, Londýně, Berlíně, Paříži, Curychu, Tokiu, Soulu a jinde. Zúčastnila se Benátského bienále v letech 2003 a 2015, kdy vzbudila velkou pozornost instalací I SCREAM DADDIO v britském pavilonu. V sezoně 2005–2006 uspořádala Tate Liverpool první retrospektivní výstavu jejího díla. V roce 2013 zaznamenala velký úspěch na samostatné výstavě v galerii Whitechapel. Na přelomu let 2023–2024 se v Tate Britain v Londýně konala velká výstava Sarah Lucas: Happy Gas, která nabídla průřez její tvorbou za předchozích více než třicet let.
Řada veřejných institucí, včetně Muzea současného umění v Chicagu, Centre Georges Pompidou v Paříži a Muzea moderního umění v New Yorku, Tate v Londýně, Museo Jumex v Mexiku má její díla ve svých sbírkách.